# Antonín Burdych nejmladší
Antonín Burdych (8. dubna 1934, Končiny – 12. listopadu 2024) byl český občan, kterému v roce 1942 nacisté vyvraždili velkou část rodiny.

## Život

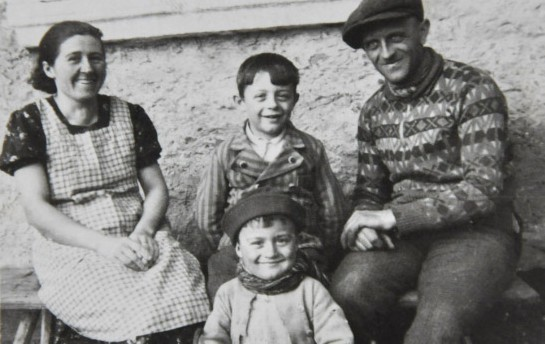
Antonín Burdych nejmladší se svým starším bratrem Vladimírem a rodiči

Narodil se v roce 1934. Jeho rodiče byli součástí odbojové skupiny S21B. Ve svém domě ukrývali radiotelegrafistu Jiřího Potůčka. Rodina byla udána a 30. června 1942 do domu vtrhlo gestapo. Otec byl na místě zastřelen. Jiřímu Potůčkovi se podařilo utéct, ale o dva dny později byl zastřelen. Babička byla společně s matkou a dalšími příbuznými popravena v zahradě pardubického Zámečku. Antonín byl poté společně se svým starším bratrem vychován u příbuzných.
Pracoval v Krkonošském nábytku a se svou rodinou žil ve Rtyni v Podkrkonoší. Měl tři děti. Velmi často jezdil po besedách, rozhovorech a školách, kde svůj životní příběh vyprávěl.
V roce 2017 získal ocenění od města Červený Kostelec za historicko-vzdělávací činnost. V roce 2018 se podílel na napsání knihy Nebylo jim souzeno žít, která pojednává o jeho rodině.
Zemřel 12. listopadu 2024 ve věku 90 let.